# Walter Eckhardt
Walter Eckhardt (ur. 23 marca 1906 w Bad Homburg vor der Höhe, zm. 1 stycznia 1994 w Feldafing) – niemiecki polityk, prawnik i urzędnik państwowy, parlamentarzysta krajowy i europejski.

## Życiorys
Po ukończeniu w 1924 szkoły średniej w Bad Homburg vor der Höhe studiował prawo i filozofię na Uniwersytecie J.W. Goethego we Frankfurcie nad Menem, Uniwersytecie Chrystiana Albrechta w Kilonii oraz Uniwersytecie w Marburgu. Na ostatniej z uczelni w 1928 obronił doktorat nauk prawnych, publikował książki naukowe. Od 1924 do 1927 działał w młodzieżowym oddziale Stahlhelmu.
Pomiędzy 1927 a 1931 pracował jako asesor sądowy we Frankfurcie nad Menem. Od 1931 zatrudniony w państwowej administracji finansowo-podatkowej w różnych miastach, wykładał także w szkołach urzędników podatkowych w Herrsching am Ammersee i Berlinie. W 1933 wstąpił do SA i Narodowosocjalistycznej Niemieckiej Partii Robotników. W 1939 przeszedł do ministerstwa finansów, gdzie w 1944 doszedł do rangi radcy stanu. Od 1942 był oddelegowany do departamentu ekonomicznego resortu ds. okupowanych terytoriów wschodnich. Uczestniczył w działaniach II wojny światowej, od 1945 do 1948 przebywał w niewoli brytyjskiej, po uwolnieniu z której zweryfikowano go pozytywnie.
Podjął pracę w zawodzie adwokata i doradcy podatkowego w Bielefeld, Monachium i Bonn. W 1949 został członkiem nacjonalistycznej partii Niemiecka Wspólnota, do 1950 kierował ugrupowaniem i jego bawarskimi strukturami. Podjął współpracę z Blokiem Wszechniemieckim/Wypędzonych (z list którego startował), a w 1956 wstąpił do Unii Chrześcijańsko-Społecznej. Od 1950 do 1954 zasiadał w landtagu Bawarii. W latach 1953–1957, 1957–1961 i 1964–1969 członek Bundestagu, od 1954 do 1956 oddelegowany do Zgromadzenia EWWiS (poprzednika Parlamentu Europejskiego).